# しき小股
しき小股（しきこまた）は、相撲の決まり手の一つである。日本相撲協会が定める決まり手82手（非技を含めると87手）には数えられていない。別表記舗小股、鋪小股。

## 概要
相手に後ろ向きになられ、腰を落として相手の足が自分の両足の間から前に出るようにして、その脚を両手でつかみ、後ろに倒す技である。
1968年11月場所9日目の幕下の取組で東幕下50枚目の松前洋が東三段目5枚目の坂をこの技で破った。
相撲評論家の彦山光三が相撲記者の三宅充から「是非見たいと思う珍手（珍しい決まり手）がありますか？」と聞かれたところ、彦山はしき小股と五輪砕きの二つを答えた。しかし、彦山はこれら二つの決まり手を見ることなく1965年に死去。彦山の死後にこれらの決まり手が世に出ることになった。